# 自転車の種類一覧
自転車の種類一覧（じてんしゃのしゅるいいちらん）では、自転車の形状や用途に分類を解説する。分類は完全な物で無く一部重複がある。

## 分類
自転車は用途、設計、特徴などの様々な要素によって分類され、その種類は数多い。分類方法には規格や法規による構造を基準にする分類や用途、構造、特徴などメーカーや販売店の販売方法、愛好家や団体などの価値観に基づく分類が挙げられ、それらを組み合わせた分類がなされている。

## 一般用
主に街中での通勤、通学や街乗りなどの日常生活に使用される自転車である。
シティサイクル
俗称ママチャリと呼ばれる自転車。日本工業規格ではシティ車と呼ばれる。学生生徒の通学や男性や若い女性の通勤に多く使用される基本型と女性向けに作られ、ママチャリ、婦人用自転車、ホームサイクル、ファミリーサイクルと呼ばれる買い物などに使用される婦人用、ファッション性を重視したファッションサイクルがある。
軽快車
シティサイクルに含まれる自転車。俗称ママチャリ、一般車。旧来の姿を残している自転車。
ミニサイクル
シティサイクルに含まれる自転車。その名の通り車輪が小さく設計されており、女性でも簡単に扱えるようにしたもの。
ビーチクルーザー
シティサイクルに含まれる自転車。アメリカのクルーザーバイシクルの基にサーファーたちが製作した自転車。
ローライダー・バイシクル
自動車のローライダーに倣い、古いフレーム形状の自転車を低車高にしたもの。
実用車
重量物の運搬に使用される自転車。新聞や郵便物の配達や飲食物の出前、商店の配達、集金などに使用される。また、交番においても警邏活動に使用される。
小径車
タイヤ径が小さな自転車で、日本工業規格ではコンパクト車とも呼ばれ、室内での保管や自動車のトランクへの収納、公共交通機関への持ち込みを目的としている。
ジュニアスポーツ車
1970年代から80年代にかけて、おもに小学校高学年から中学生の男の子を対象として製造・販売された自転車。
子供車
その名の通り、小学生向けの子供用自転車で小学生が遊びに行くために使用することが多い。
幼児車
その名の通り、幼児向けの自転車で未就学児童が遊びに行くためや自転車の練習用として使用することが多い。
ルック車
外見がMTBに酷似していて多段ギアなどそれらに準じた装備を持つが、価格が安いのと引き替えにコストダウンによる材質の低下や雑な製造など様々な要因によってシティサイクル程度の性能しか持たない自転車の事。

## 競技用
自転車競技に使用される自転車。それぞれの競技に特化した機能を持っている。大きく分けてオンロード競技・オフロード競技・施設、室内競技に分類される。
トラックレーサー
ピスト、ピストレーサーとも呼ばれる。トラックレースで使用されることを目的とした自転車。純粋なトラックレーサーはブレーキがついていないものがある。原型はサイクルスピードウェイのレーサー
ロードバイク
ロードレーサーとも呼ばれる。ロードレースに使用されることを目的とした自転車。それ以外にも舗装路を走ることができるためサイクリング用や通勤用として使用することもある。
シクロクロス
ロードバイクの一種でシクロクロスというオフロード競技に使用される自転車。
タイムトライアルバイク
ロードバイクの一種でTTバイクとも呼ばれる。自転車ロードレースのタイムトライアル競技に使用される。
トライアスロンバイク
トライアスロンで使用されるTTバイクから派生して誕生した比較的新しい種類の自転車。国際自転車競技連合のレギュレーションから外れるため、より空気力学を最適化するような設計が可能となる。
BMX
BMXと呼ばれる自転車競技で使用する自転車。
マウンテンバイク
荒野や山岳地帯などの不整地走行に特化した自転車で街乗りもこなせる。
クロスカントリー
マウンテンバイクの一種で山道の長距離走行に特化した自転車。軽量なフレームと軽量なサスペンションが特徴的である。
ダートジャンプ
マウンテンバイクの一種でジャンプスタントで用いられる自転車。BMXに近い構造をしている。
オブザーブドトライアル
マウンテンバイクの一種でTRとも略される。バイクトライアルと呼ばれる障害物を飛び越える競技に使用される自転車。
ダウンヒル
マウンテンバイクの一種でDHと略される。山を下り隆りることを目的としている。数メートルの崖を飛び下りるためアルミ製のフレームが使用される。
フリーライド
マウンテンバイクの一種でFRと略される。ダウンヒル並の過酷な環境ばかりでなく広範囲にわたって利用されることを目的としている。
オールマウンテン
マウンテンバイクの一種でAMと略される。過酷な環境ではなく山の中をツーリングするという目的で使用される。トレイルバイクとも呼ばれる。
サイクルサッカー用自転車
サイクルサッカーで使用される自転車。
サイクルフィギュア用自転車
サイクルフィギュアで使用される自転車。
サイクルスピードウェイ
イギリスで発祥したダートトラックレースに特化した自転車を指す。

## スポーツ用
自転車競技以外のスポーツで使用される自転車。サイクリングを楽しむことを主眼としているため、走行性能は高い。競技用とは二次的な要素である快適性や積載性などが加味されている。
ランドナー
フランス発祥のツーリング用自転車。サイクリング車とも呼ばれる。
スポルティーフ
ディアゴナール、ブルベと呼ばれるサイクリングに使用される自転車
キャンピング車
大量の荷物が積載可能な長距離用自転車。長期間の旅行やキャンプで使用される。
パスハンター
パスハンティングで使用される自転車。日本の急峻な峠道に対応するように軽量な構造となっている。
クロスバイク
ロードバイクとマウンテンバイクを合体したような自転車。オンロードやオフロードを問わず走行できる。メーカーによってはトレッキングバイク、フィットネスバイク、スピードバイク、アーバンバイク、コンフォートクロスとも呼ばれる。
フラットバーロード
ロードバイクのドロップハンドルをフラットバーハンドルに変更した自転車。メーカーによってはスピードバイク、メッセンジャーバイク、コミューターとも呼ばれる。
マウンテンバイク（エントリーモデル）
街乗り専門のモデル。
タイムトライアルバイク
室内などの限定した短距離用専門競技自転車。

## 特殊な自転車

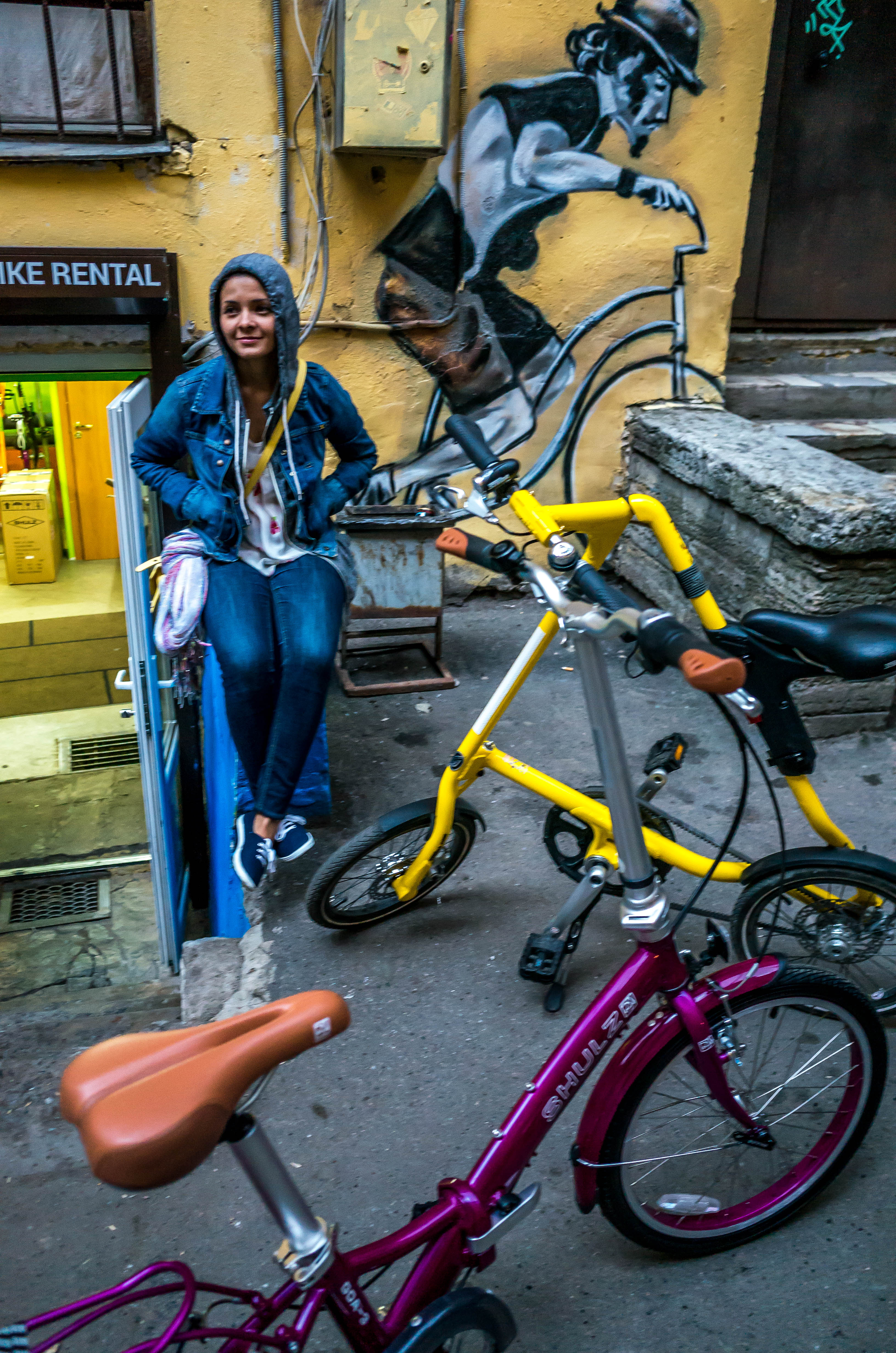

電動アシスト自転車
電動機で補助し人がペダルをこぐことで進む自転車。
電動自転車
電動機のみで走行可能な自転車またはペダルでも走行可能な電動二輪車。法令上は原動機付自転車並びに自動二輪車として扱われるため、保安部品装着やナンバープレート登録、対応する運転免許取得が必須となる。
モペッド
ペダル付きのオートバイ。ペダルを漕いで人力だけで走行することができる。
二輪駆動自転車
前後の車輪両方を駆動輪として稼働させる二輪駆動で走行する自転車。
折り畳み自転車
フォールディングバイクとも呼ばれる。折りたたむことで室内の保管や自動車などへの積載が簡便となる。
リカンベント
サドルがなく、背もたれシートにもたれるように座り、足を前方に向けた姿勢での屈伸運動を動力とする自転車。
ベロモービル
屋根付き自転車。
一輪車
ハンドルもブレーキもなく、サドルにまたがった状態でバランスをとりながら走行する一輪の自転車。主に曲芸やスポーツで使用する。
幼児用三輪車
自転車に乗る前の幼児が使用する。ピストのように直接漕ぐ前輪駆動の小口径ホイール、前一輪-後二輪のデルタタイプが一般的。
三輪自転車
前一輪-後二輪、前二輪-後二輪の2種類があり、前者は荷物の積載性に優れ、後者は走行しやすいといった構造がある。
四輪自転車
固定軸の三輪自転車に操舵輪、および前二輪-後二輪。後者は荷物の積載性に優れ、安定感があり、走行しやすいといった構造がある。
ハンドサイクル
クランクを手で回すことで走行する自転車。手漕ぎ自転車、ハンドクランク付き自転車とも呼ばれる。
タンデム自転車
複数のペダルとサドルを装備し複数人が並んで同時に駆動する自転車。通常は2人乗りであるが、3人、4人、5人乗りのものもある。
サイクルトレーラー
自転車の後方に連結して子供や荷物を運搬する被牽引車。一輪のものから二輪のものもある。
カーゴバイク
自転車の構造内で大きな積載スペースを設けた運搬用自転車。
自転車タクシー
二輪車あるいは三輪車で人力によって乗客を運ぶ自転車。
軌道自転車
レールバイクとも呼ばれる。鉄道路線上を自転車のようにまたがって乗車できる車両。
水陸両用自転車
ペダルを漕ぐことで水上を走る自転車。
雪上自転車
ペダルを漕ぐことで雪上を走る自転車。
バランスバイク
ペダルやチェーンを持たない子供向けの訓練用自転車。詳しくは「バランスバイク」または「キックバイク」を参照。
ペニー・ファージング
19世紀後期に盛んに作られた前輪が巨大な自転車。